# Buza
Buza é uma comuna romena localizada no distrito de Cluj, na região histórica da Transilvânia. A comuna possui uma área de 29.37 km² e sua população era de 1360 habitantes segundo o censo de 2007.